# Rudy Vallee
Hubert Prior Vallée, más conocido como Rudy Vallée (28 de julio de 1901 - 3 de julio de 1986) fue un popular músico, cantante y actor estadounidense. 

## Biografía
Hubert Prior Vallée nació en Island Pond, en el estado de Vermont, siendo sus padres Charles Alphonse y Catherine Lynch Vallée, ambos hijos de inmigrantes de origen canadiense e irlandés. Rudy se crio en Westbrook, Maine. En el instituto aprendió a tocar el saxofón y le dieron el mote de "Rudy", en alusión al famoso saxofonista Rudy Wiedoeft. 
Tocó la batería en la banda de su instituto, y en su juventud tocó el clarinete y el saxofón en diversas bandas de Nueva Inglaterra. En 1917, quiso alistarse para luchar en la Primera Guerra Mundial, pero fue rechazado por no tener más que quince años. Sin embargo, consiguió alistarse en Portland (Maine) el 29 de marzo de 1917, falseando su fecha de nacimiento. Fue licenciado en la Naval Training Station de Newport (Rhode Island) el 17 de mayo de 1917, con solo 41 días de servicio activo.  Entre 1924 y 1925, tocó con la "Savoy Havana Band" en Londres, Inglaterra. Después volvió a los Estados Unidos para obtener una licenciatura en la Universidad de Yale y para formar su propia banda, "Rudy Vallee and the Connecticut Yankees". Con esta banda, en la cual tocaban dos violines, dos saxofones, un piano, un banjo y baterías, empezó a cantar. Tenía una voz más apropiada para cantar dulces baladas que para interpretar temas de jazz. Sin embargo, su canto, junto con su agradable apariencia, atrajo la atención del público, especialmente de las jóvenes. Vallee consiguió un contrato de grabación y en 1928 empezó a actuar en la radio.  
Vallee llegó a ser el más importante y, quizás, el primero de un nuevo estilo de cantantes, el crooner, o cantante de baladas. En la época anterior al micrófono, los cantantes necesitaban voces potentes para hacerse oír en los teatros. Sin embargo, los crooners tenían voces blandas, muy aptas para la intimidad del nuevo medio de la radio. El fraseado de Vallee en la canción "Deep Night" inspiraría más adelante a crooners de la categoría de Bing Crosby, Frank Sinatra y Perry Como para que modelaran su voz al compás de los instrumentos de jazz.
Vallee también llegó a ser el que quizás era el primer ejemplo de estrella pop con gran repercusión en los medios de comunicación. Las flappers (predecesoras de las fanes), le acosaban a donde quiera que fuese. Las entradas para sus actuaciones en directo se agotaban y apenas podía oírsele en las mismas, ya que en aquella época no existía la tecnología acústica apropiada. 
En 1929 Vallee actuó en su primera película, The Vagabond Lover (RKO Radio). Sus primeros filmes fueron pensados para recaudar aprovechando su popularidad. A pesar de que sus iniciales actuaciones no eran buenas, sus dotes interpretativas en los finales de los años treinta y en los cuarenta mejoraron mucho. También en 1929, Vallee empezó a presentar el programa radiofónico The Fleischmann's Yeast Hour. 
La carrera de Vallee en la grabación empezó en 1928, trabajando para los sellos "menores" de la Columbia Records (Harmony, Velvet Tone, y Diva), comercializados en tiendas departamentales. Firmó con Victor Records en febrero de 1929, y permaneció con la compañía hasta diciembre de 1931, cuando grabó para la discográfica Hit Of The Week, muy célebre, aunque de vida corta.  En agosto de 1932, firmó con Columbia, con la cual estuvo hasta 1933, año en que volvió a grabar con Victor. Sus grabaciones se lanzaron primero en la nueva discográfica Bluebird Records, dependiente de Victor, hasta noviembre de 1933. Siguió con Victor hasta ser contratado por ARC en 1936, que lanzó sus grabaciones en los sellos Perfect Records, Melotone, Conqueror y Romeo Records hasta 1937, año en el que volvió a Victor.
Vallee siguió presentando programas radiofónicos de variedades durante las décadas de 1930 y 1940. En su programa The Fleischmann's Yeast Hour intervinieron varios intérpretes cinematográficos de la época, tales como Fay Wray y Richard Cromwell, haciendo números dramáticos.
Junto a su grupo, The Connecticut Yankees, las grabaciones más conocidas de Vallee incluyen: "The Stein Song", en los inicios de la década, y "Vieni, Vieni" , en los años treinta. Hay que destacar que Vallee cantaba correctamente en tres lenguajes mediterráneos, y siempre variaba la tonalidad, anticipando el camino para cantantes posteriores tales como Dean Martin, Andy Williams y Vic Damone. Otra de sus grandes interpretaciones fue "Life Is Just A Bowl of Cherries", en la cual imitaba la voz de Willie Howard en el coro final. 
El último éxito significativo de Vallee fue la versión de la melancólica balada "As Time Goes By", de la banda sonora de Casablanca en 1943. Durante la Segunda Guerra Mundial y hasta 1944, Vallee actuó con la Banda de Guarda Costas,[cita requerida] entreteniendo a las tropas.
Cuando Vallee tomó las vacaciones anuales en su programa radiofónico en 1936, insistió a su patrocinador para que contratara a Louis Armstrong como su sustituto [cita requerida]. Ese mismo año Vallee escribió el prólogo del libro de Armstrong "Swing That Music". En 1937 Vallee asistió a la Suffolk University Law School de Boston, Massachusetts.
Vallee actuó en numerosas películas de Hollywood en los años treinta y cuarenta. Uno de sus mejores papeles fue el de millonario playboy, junto a Claudette Colbert en la película de 1942 dirigida por Preston Sturges, The Palm Beach Story. Sus otras actuaciones destacadas fueron las que hizo en I Remember Mama, Unfaithfully Yours y The Bachelor and the Bobby-Soxer (El solterón y la menor).
En 1955, Vallee fue elegido para actuar en Gentlemen Marry Brunettes (Los caballeros se casan con las morenas), junto a Jane Russell, Alan Young, y Jeanne Crain. La producción se filmó en París, y se basaba en la novela de Anita Loos secuela de Gentlemen Prefer Blondes (Los caballeros las prefieren rubias). Gentlemen Marry Brunettes fue muy popular en Europa, y se estrenó en Francia como A Paris Pour les Quatre, y en Bélgica como Tevieren Te Parijs.
En su madurez, la voz de Vallee evolucionó a la de un barítono. Actuó en Broadway en el show How to Succeed in Business Without Really Trying y en el film del mismo nombre. También intervino en la serie de televisión de los años sesenta Batman, interpretando a "Lord Marmaduke Ffog".[cita requerida] También hizo una gira teatral con un espectáculo en el que actuaba solo en la década de 1980. Así mismo, de manera ocasional abría el espectáculo de los Village People.
Estuvo brevemente casado con la actriz Jane Greer, en un matrimonio que acabó en divorcio en 1944. Su anterior esposa fue Leonie Cuachois, siendo su matrimonio anulado. También estuvo casado con Fay Webb, de la cual se divorció. Su último matrimonio fue con Eleanor Norris en 1946, que escribió unas memorias, My Vagabond Lover. Esta unión duró hasta el fallecimiento de Vallee en 1986, a los 84 años de edad, a causa de un cáncer. Fue enterrado en el cementerio St. Hyacinth de Westbrook, Maine.

## Filmografía
+ Actuación como músico, ++ actor
- +Rudy Vallee and His Connecticut Yankees (1929) (corto)
- +Radio Rhythm (1929) (corto)
- +Campus Sweethearts (1929) (corto)
- ++The Vagabond Lover (1929)
- +Glorifying the American Girl (1929)
- +The Big Dog (1930) (corto)
- +Betty Co-Ed (1931) (corto)
- +Kitty from Kansas City (1931) (corto)
- +Musical Justice (1931) (corto)
- +Knowmore College (1932) (corto)
- +Rudy Vallee Melodies (1932) (corto)
- +The Musical Doctor (1932) (corto)
- +International House (1933)
- +George White's Scandals (Escándalos de 1935) (1934)
- +Poor Cinderella (1934) (versión animada, dibujada en caricatura)
- +A Trip Thru a Hollywood Studio (1935) (corto)
- +Sweet Music (1935)
- +Paramount Headliner: Broadway Highlights No. 1 (1935) (corto)
- +Paramount Headliner: Broadway Highlights No. 2 (1935) (corto)
- +For Auld Lang Syne (1938) (corto)
- ++Gold Diggers in Paris (1938)
- ++Second Fiddle (1939)
- +Take Me Back to My Boots and Saddle (1941) (corto)
- ++Too Many Blondes (1941)
- ++Time Out for Rhythm (1941)
- +Picture People No. 2: Hollywood Sports (1941) (corto)
- Hedda Hopper's Hollywood No. 6 (1942) (corto)
- ++The Palm Beach Store (Un marido rico) (1942)
- ++Happy Go Lucky (1943)
- +Screen Snapshots: Hollywood in Uniform (1943) (corto)
- +Rudy Vallee and His Coast Guard Band (1944) (corto)
- +It's In the Bag! (1945) (Cameo)
- ++Man Alive (1945)
- ++People Are Funny (1946)
- ++The Fabulous Suzanne (1946)
- ++The Sin of Harold Diddlebock (El pecado de Harold Diddlebock) (1947)
- ++The Bachelor and the Bobby-Soxer (El solterón y la menor) (1947)
- ++So This Is New York (1948)
- ++I Remember Mama (Nunca la olvidaré) (1948)
- ++Unfaithfully Yours (1948)
- ++My Dear Secretary (1949)
- ++Mother Is a Freshman (Mamá es mi rival) (1949)
- ++The Beautiful Blonde from Bashful Bend (1949)
- ++Father Was a Fullback (1949)
- ++The Admiral Was a Lady (1950)
- ++Ricochet Romance (1954)
- ++Gentlemen Marry Brunettes (Los caballeros se casan con las morenas) (1955)
- ++The Helen Morgan Story (Para ella un solo hombre) (1957)
- ++How to Succeed in Business Without Really Trying (1967)
- ++Silent Treatment (1968)
- ++Live a Little, Love a Little (1968)
- ++The Night They Raided Minsky's (1968) (narrador)
- ++The Phynx (1970) (Cameo)
- ++Slashed Dreams (1975)
- ++Won Ton Ton, the Dog Who Saved Hollywood (1976)

## Audio
- The Royal Desserts Hour con Rudy Vallee (5 de mayo de 1938) (una hora)